# Landgoed Anderstein
Landgoed Anderstein is een landgoed in Maarsbergen, op de grens van de Utrechtse Heuvelrug en de Gelderse Vallei. Het landgoed is ongeveer 220 hectare groot.

## Ligging
Landgoed Anderstein ligt op de grens van de Gelderse Vallei en de Utrechtse Heuvelrug, in Maarsbergen aan de Woudenbergseweg (provinciale weg N226) (niet te verwarren met de Woudenbergseweg in Zeist). Het landgoed, 220 hectare groot, omvat onder meer een golfbaan (100 ha), bossen, grasland en heidevelden.

## Geschiedenis
Voorheen stond op dit terrein de hofstede Uilegat, welke toebehoorde aan Kasteel Maarsbergen. Sinds 1814 was het landgoed met hofstede in het bezit van de eigenaar van Huize Geerestein in Woudenberg, sinds 1834 jhr. Hendrik Daniël Hooft, heer van Woudenberg, Geerestein en Groenewoude (1798-1879). In 1852 werd deze hofstede gesloopt en vervangen door een grotere boerderij genaamd Anderstein. De zoon van Hooft, jhr. Maurits Wijnand Hendrik Hooft (1837-1921), kocht na de erfenis de overige betreffende delen van het landgoed in 1881 van zijn drie ongetrouwde zussen. In 1897, toen de laatste in Engeland gevestigd was, verkocht hij het landgoed aan Frederik Insinger (vermoedelijk wordt bedoeld Frederik, 1865-1908, zoon van Herman Albrecht Insinger, 1827-1911) die het landgoed verder uitbreidde.

### Familie Van Beuningen
Op 19 januari 1903 werd het landgoed met alle gebouwen aangeboden bij openbare verkoop in verkoopzaal Frascati, vanwege financiële problemen van Insinger. Het kwam niet tot verkoop waarna het vervolgens even later ondershands werd verkocht aan Hendrik Adriaan van Beuningen (1841-1908), de directeur van de Steenkolen Handels Vereniging, die het aankocht voor zijn zoon, de latere econoom en landbouwer Coenraad Samuel van Beuningen (1882-1956), die in 1905 in Wageningen afstudeerde in bosbouw. In 1906 werd het landgoed uitgebreid door aankoop van de boerderijen Mandersloot en Brummelsbergen waardoor het hele landgoed een omvang kreeg van 178 hectaren. Na het overlijden van zijn vader werd Coen in 1908 via legaat eigenaar. Die laatste liet in 1913 op het terrein van Anderstein een landhuis bouwen, Villa Anderstein genaamd, waarover Coens echtgenote Julia van Heek (1891-1974, dochter van Hendrik Jan Engelbert van Heek 1864-1930), sinds 1914, zich ontfermde nadat het gereed was voor bewoning. Het echtpaar, vooral hij, wijdde zich aan de uitbouw van Anderstein tot een groot landbouwbedrijf, na ontginning van grote delen van het verwaarloosde landgoed. Na het overlijden van Coen werd, na overeenkomst met de andere kinderen, zoon Hein (1916-1997) eigenaar van het landbouwbedrijf; diens weduwe woonde anno 2020 nog op het landgoed. Het landgoed werd in de jaren 1950 ondergebracht in een maatschap waarbij zoon Hein werknemer werd; zijn echtgenote begon begin jaren 1960 haar eigen minicamping op het landgoed. Voorts begon na de oorlog de intensivering van de landbouw ook op Anderstein, mede met behulp van aangeschafte (landbouw)machines. zijn. De na de Eerste Wereldoorlog begonnen kaasmakerij leidde ook tot export door wat in zijn tijd een bekend en groot kaasexportbedrijf was, waarvoor zelfs, in Leeuwarden, een afzonderlijk pakhuis werd aangeschaft; door schaalvergroting in die branche werd de daardoor relatief klein geworden zelfstandige kaasmakerij verliesgevend en in 1965 verkocht, nadat het pakhuis een jaar eerder al van de hand was gedaan. In 1986 nam Frederik van Beuningen het initiatief om een golfbaan te bouwen, die vanaf 2003 27 holes op 94 hectaren kende. Het agrarisch bedrijf werd afgebouwd, huizen werden gebouwd en grond in erfpacht uitgegeven, kantoorruimtes, onder andere in het verbouwde koetshuis, werden verhuurd, een Bed & Breakfast werd gevestigd op het landgoed, en het in de jaren 1980 aangeschafte 187 hectaren grote landgoed de Appel in Nijkerk (mede aangeschaft na verkoop van het melkquotum) werd eveneens in de inmiddels Landgoedbeheer-BV Anderstein ondergebracht. In 1992 werd besloten om het beheer van het landgoed in professionele handen te laten. In 2003 verscheen, ter gelegenheid van het 100-jarig beheer door de familie Van Beuningen, een publicatie over het landgoed. De erfgenamen van het echtpaar Van Beuningen-Willink zijn anno 2020 nog eigenaar van de landgoederen.

### Villa Anderstein
De villa, gebouwd in de Engelse landhuisstijl, heeft bijzondere kenmerken zoals groen houtwerk, een rond raampje en enkele pilaren die het balkon op de eerste verdieping afschermen. Het ontwerp werd geleverd door de Zeister architect Jan Stuivinga. De villa is in 1998 aangewezen als rijksmonument. Landschapsarchitect Springer werd aangetrokken voor de aanleg van de tuin. In 1926 werd de tuin verrijkt met een openluchtzwembad met kleedhokje naar het ontwerp van S. van Bijl. In 1944 werd de villa gevorderd door de bezetter en ging het echtpaar Van Beuningen-van Heek wonen op de boerderij, waar zij ook na hun huwelijk gewoond hadden voordat de villa gereed was voor bewoning. Na de oorlog zou de familie de villa niet meer bewonen maar steeds verhuren.

## Functie
Tot 1985 fungeerde het landgoed als melkveehouderij en kaashandel. Door het melkquotum en de daling van de melkprijzen was dit niet langer rendabel. Daarom is besloten het boerenbedrijf te vervangen door een golfbaan, in 1987 in gebruik genomen. In het kader van de ontwikkeling van de ecologische hoofdstructuur van Nederland is sinds 2000 een stuk landbouwgrond rond Mandersloot ontwikkeld tot natuurgebied. De nog bestaande gebouwen, de villa en het koetshuis, zijn nu in gebruik als kantoor- en vergaderruimte.